# Тод (окръг, Кентъки)
Окръг Тод (на английски: Todd County) е окръг в щата Кентъки, Съединени американски щати. Площта му е 976 km², а населението – 11 971 души (2000). Административен център е град Елктън.